# Теорема о сфере (дифференциальная геометрия)
Теорема о сфере — общее название теорем, дающих достаточные условия на риманову метрику, гарантирующие гомеоморфность или диффеоморфность многообразия стандартной сфере.

## Формулировки
Пусть {\displaystyle M} является замкнутым, односвязным, n-мерным римановым многообразием с некоторым условием на кривизну (смотри замечания), тогда {\displaystyle M} гомеоморфно / диффеоморфно n-мерной сфере.

### Замечания
- Формулировки с гомеоморфизмом и диффеоморфизмом называются соответственно топологическая теорема о сфере и гладкая теорема о сфере.

- Наиболее известным условием на кривизну является так называемое четверть-защепление кривизны, означающее, что секционная кривизна в каждом секционном направлении каждой точки лежит в {\displaystyle (1,4]}.
  - Условие четверть-защепления является оптимальным, теорема перестаёт быть верной, если секционная кривизна может принимать значения в замкнутом интервале {\displaystyle [1,4]}. Стандартный контрпример — комплексное проективное пространство с канонической метрикой; секционная кривизна метрики принимает значения между 1 и 4, включая конечные точки. Другие контрпримеры можно найти среди симметрических пространств ранга 1.
  - Более общим условием является поточечное четверть-защепление. Это означает, что секционная кривизна положительна и для каждой фиксированной точки отношение максимума к минимуму секционных кривизн по всем секционным направлениям не превосходит 4.

- Другим известным условием на кривизну является положительность оператора кривизны.
  - Более общим условием является так называемая 2-положительность оператора кривизны, то есть положительность суммы двух наименьших собственных значений оператора кривизны.

## История

### Топологическая теорема
- Первая теорема о сфере была доказана Раухом в 1951 году. Он показал, что односвязные многообразия с секционной кривизной в интервале [3/4,1] гомеоморфны сфере.

- В 1960 году Марсель Берже и Вильгельм Клингенберг доказали топологическую версию теоремы о сфере для четверть-защепления.

- В 1988 году Микалеф и Мур доказали топологическую версию для замкнутых многообразий с положительной комплексифицированной кривизной в изотропных направлениях.
  - В частности, из этого следует топологическая теорема о сфере для положительного оператора кривизны.
    - То, что замкнутые многообразия с положительным оператором кривизны являются рационально-гомологическими сферами, легко следует из формулы Бохнера.

  - Их доказательство использует двумерный аналог леммы Синга.

### Гладкая теорема
Классические методы позволяли доказать гладкую теорему о сфере только для очень жёсткого защепления, оптимальных защеплений удалось добиться применением потока Риччи
- В 1982 году Ричард Гамильтон доказал гладкую теорему о сфере в 3-мерном случае с положительной кривизной Риччи.
  - Это было первое применение потока Риччи, остальные доказательства гладкой теоремы проходили по той же схеме, но требовали серьёзных технических доработок.

- В 1985 году Герхард Хуйскен[англ.] использовал поток Риччи для доказательства гладкой теоремы о сфере во всех размерностях.
  - Предложное им условие на кривизну было в некотором смысле оптимально. В частности, тензор кривизны произведения окружности на сферу {\displaystyle \mathbb {S} ^{1}\times \mathbb {S} ^{n-1}} лежит на границе условия на кривизну.

- В 2008 году Бурхард Вилкинг и Кристоф Бём доказали гладкую теорему о сфере для два-положительности оператора кривизны. В частности, гладкая теорема о сфере верна при условии положительности оператора кривизны.

- В 2009 году Саймоном Бренде[англ.] и Ричардом Шёном[англ.] доказана гладкая теорема о сфере с четверть-защеплением. Их доказательство существенно использовало идеи Вилкинга и Бёма.